# ZAM-3
ZAM-3 (ZAM-3M) – doświadczalny komputer IMM budowany w latach 1961–1964 (wstępne uruchomienie – 1963, publiczne – sobota 4 stycznia 1964); rozwinięcie technologii EMAL-2.
Zarzucony ze względu na małą niezawodność i skomplikowaną budowę.

## Dane[4]
- rodzina: ZAM
- typ: bezlampowy komputer z pogranicza I. i II. generacji, zbudowany na ferrytowo-diodowych układach logicznych

- organizacja:
  - arytmetyka binarna, zapis liczb znak-moduł
  - słowo maszynowe długości 24-bitów
- prędkość:
  - ponad 10 000 (14 000)[2] dodawań na sekundę
  - cykl odczytu pamięci operacyjnej: 10 µs
- pamięć operacyjna:
  - ferrytowa na rdzeniach o średnicy 2 mm, 24-bitowa + bit parzystości
  - 8 Kilosłów
- technologia:
  - ponad 100 000 ostrzowych diod germanowych
  - pakiety montowane na jednostronnych płytkach drukowanych.
  - 8 szaf
- wyprodukowano: 1 szt.

### Urządzenie wejścia-wyjścia
- monitor – dalekopis
- czytnik taśmy pięciokanałowej
- perforator taśmy pięciokanałowej
- czytnik kart dziurkowanych firmy ELLIOTT.

### Pamięć masowa
- pamięć taśmowa
  - PT-1 (taśma 1/2 cala, 8 ścieżek, gęstość zapisu 4 b/mm): 1 szt.
  - firmy SEA: 2 szt.
- pamięć bębnowa PB-3 o pojemności 32 Ksłów: 2 szt.

### Języki programowania
- PJP (asembler przeznaczony dla twórców oprogramowania)
- COBOL.

## Zachowane
Brak.